# Ilmari Juutilainen

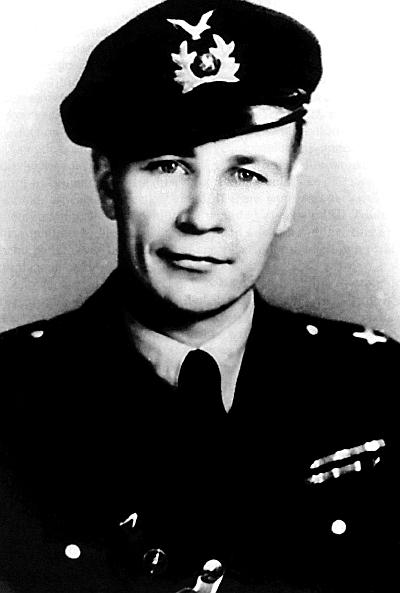
Ilmari Juutilainen

Eino Ilmari Juutilainen (* 21. Februar 1914 in Lieksa, Finnland; † 21. Februar 1999 in Tuusula) war ein finnischer Jagdflieger. Seine Bekanntheit erreichte er durch seine Einsätze in der finnischen Luftwaffe während des Winterkrieges (1939–1940) und im Fortsetzungskrieg (1941–1944).
Juutilainen war mit 94 bestätigten Siegen in 437 Einsätzen der Spitzenpilot unter den finnischen Jagdfliegern – damit gilt er als derjenige nichtdeutsche Spitzenpilot aus der Zeit des Zweiten Weltkrieges, der die meisten Abschüsse zu verzeichnen hatte. Er flog Maschinen des Typs Fokker D.XXI, Brewster Buffalo und Messerschmitt Bf 109. Juutilainen war einer von vier Männern, die das Mannerheim-Kreuz als höchste finnische militärische Auszeichnung zweimal erhielten.
Juutilainen überstand beide Kriege, ohne jemals von gegnerischen Kampfflugzeugen abgeschossen worden zu sein. Lediglich einmal war er gezwungen, wegen eines Treffers der eigenen Flak seine Maschine zu landen. Wie der japanische Kampfflieger Saburo Sakai verlor auch Juutilainen niemals einen seiner Flügelmänner im Kampf.

## Militärische Laufbahn
Juutilainen trat am 9. September 1932 seinen Wehrdienst in der finnischen Armee an, von 1935 an diente er als Pilot in der finnischen Luftwaffe. Am 1. Mai 1935 wurde Juutilainen zum Sergeanten befördert. Vom 3. März 1939 an wurde er in der LeLv 24 eingesetzt. Während des Winterkrieges flog er eine Fokker D.XXI.
In der Zeit des Fortsetzungskrieges diente Juutilainen in der 3/LeLv 24 und flog eine Maschine des Typs Brewster B239. Mit seiner BW-364 „Orangene 4“ schoss er 28 gegnerische Flugzeuge ab. 1943 kam er zur LeLv 34, die die neue Bf 109 G einsetzte. Mit diesem Flugzeugtyp schoss er 54 Maschinen des Gegners ab. Eine Beförderung zum Offizier lehnte Juutilainen ab, da er befürchtete, nicht mehr fliegen zu dürfen.

## Nachkriegszeit
Nach den Kriegen diente Ilmari Juutilainen bis 1949 in der finnischen Luftwaffe. Bis 1956 arbeitete er als Berufspilot und flog mit seiner De Havilland Tiger Moth Passagiere.